# Neomochtherus peloponnesius
Neomochtherus peloponnesius är en tvåvingeart som beskrevs av Tsacas 1968. Neomochtherus peloponnesius ingår i släktet Neomochtherus och familjen rovflugor. Inga underarter finns listade i Catalogue of Life.